# من عشق هستم (فیلم)
من عشق هستم (به ایتالیایی: Io sono l'amore) نام فیلمی ایتالیایی است که در سال ۲۰۰۹ به کارگردانی لوکا گوادانینو ساخته شد. این فیلم موفق شد برای دریافت جایزهٔ گلدن گلوب بهترین فیلم خارجی در سال ۲۰۱۰ نامزد شود.

## داستان
خانواده ثروتمند لومپارد ریچی از اما و تانکردی و فرزندانشان الیزابتا ، ادواردو و جیانلوکا تشکیل شده است. بین آئین های بورژوازی و کنوانسیون های اجتماعی ، داستان های مختلفی از اعضای خانواده به پایان می رسد ، که درگیر امور شرکت خانوادگی و نقش هایی است که موقعیت آنها به آنها تحمیل می کند. اما یخی آرامش و عشق را در آغوش آشپز جوان ، آنتونیو می یابد. اما از گذشته خود و اینکه Tancredi چگونه سرخپوشان بود ، نشان می دهد، آن را زیر بال محافظ خود گرفته و حتی نام آن را تغییر دهید. شور و اشتیاق بین دو روح کاملاً متفاوت ، مانند اما و آنتونیو ، در عوض روابط و قراردادهای ریشه دار را قطع می کند ، و این دو را به تماس با ماهیت واقعی خود سوق می دهد. همان تجارت خانوادگی که در ابتدای فیلم به دستان تانکردی و پسرش ادواردو منتقل می شود ، دچار یک تحول بنیادی می شود. زندگی اما با پایان غم انگیز ادواردو چرخشی تعیین کننده می گیرد.